# Ateuchus murrayi
Ateuchus murrayi är en skalbaggsart som beskrevs av Edgar von Harold 1868. Ateuchus murrayi ingår i släktet Ateuchus och familjen bladhorningar. Inga underarter finns listade.